# 次磷酸钙
次磷酸钙，化学式Ca(H2PO2)2。

## 性质
次磷酸钙是一种白色至灰色的单斜晶体，溶于水，不溶于乙醇。

## 制备
由白磷与石灰乳搅拌反应，在98°C下反应生成次磷酸钙，同时产生有毒的磷化氢。反应毕后过滤除去未反应物，然后通入二氧化碳，将次磷酸钙溶液澄清、浓缩、过滤，滤液活性炭脱色，再过滤、滤液调节pH、浓缩、冷却结晶、离心分离、干燥，制得次磷酸钙成品。
{\displaystyle {\rm {\ 3Ca(OH)_{2}+2P_{4}+6H_{2}O\rightarrow 3Ca(H_{2}PO_{2})_{2}+2PH_{3}\uparrow }}}

## 用途
次磷酸钙用作动物营养剂、药物合成试剂等。